# Marie-Anne Detourbay

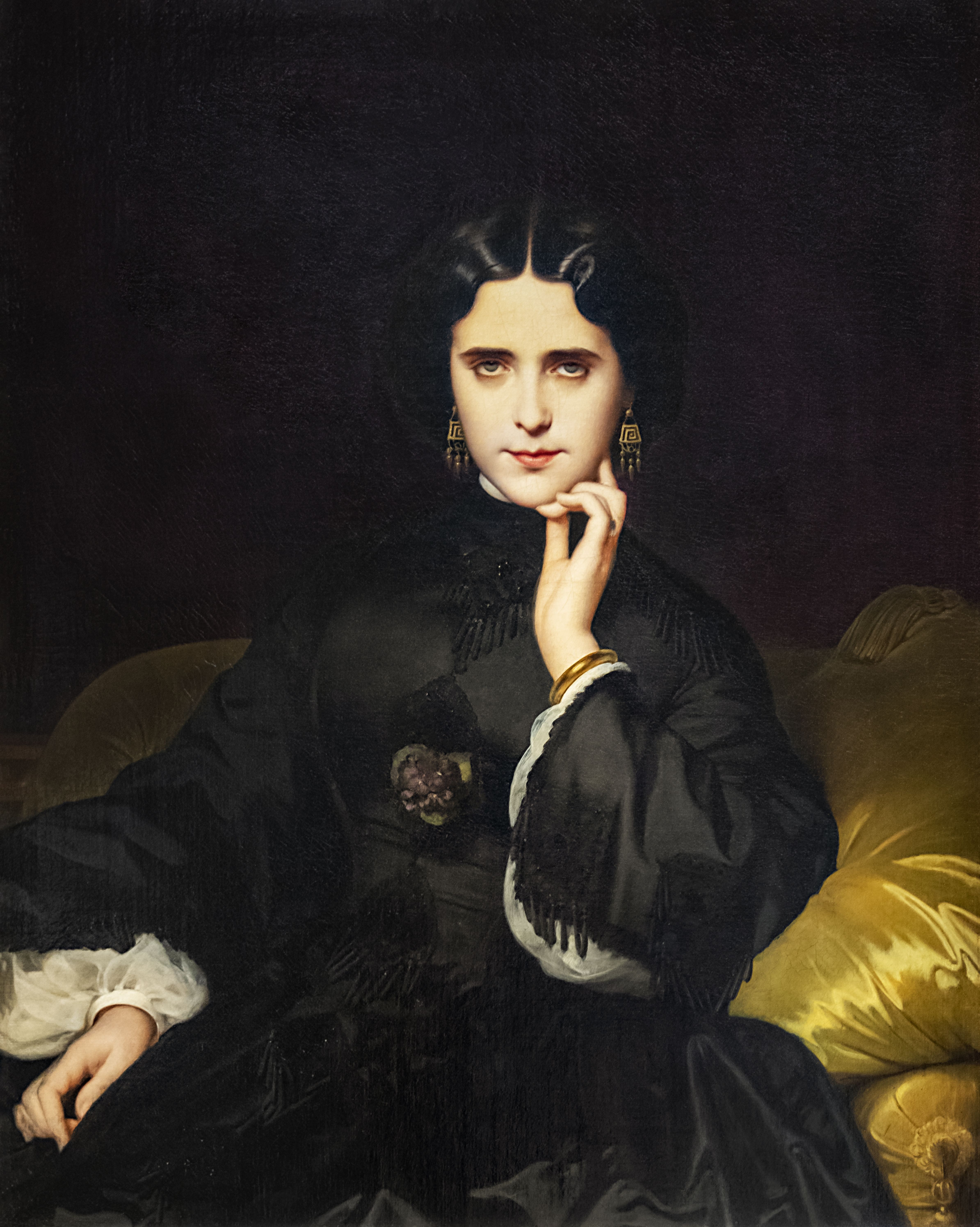
Porträt durch Eugène Emmanuel Amaury-Duval: Madame de Loynes

Marie-Anne Detourbay (geboren am 18. Januar 1837 in Reims; gestorben am 21. Januar 1908 in Paris) war eine französische Salonniere und Kurtisane in der Zeit des Zweiten Kaiserreichs. In der Zeit der Dritten Republik vertrat sie als Madame de Loynes eine monarchistische bis revisionistische Linie.

## Leben
Marie-Anne Detourbay stammte aus einer armen Großfamilie und war das uneheliche Kind einer Arbeiterin in der Wollindustrie, die von deren Ehemann, einem Zimmermann namens Rixe, angenommen und miterzogen wurde. Nach dessen Tod lebte die Mutter unverheiratet mit einem Schlosser zusammen, der als lüsterner Trunkenbold charakterisiert wurde. Im Alter von acht Jahren begann das Mädchen, als Flaschenspülerin in einem Wirtshaus zu arbeiten. Mit dem geliehenen Geld einer Freundin kam die 15-Jährige nach Paris, um ein besseres Leben zu beginnen, doch ihre ursprünglichen Pläne vom Lehrberuf zerschlugen sich schnell. Sie nahm als Prostituierte im 9. Arrondissement den Namen Jeanne de Tourbey an. So wurde sie von Alexandre Dumas den Jüngeren in einem Bordell entdeckt und stieg in der Halbwelt als Protegée von Theaterdirektor Marc Fournier weiter auf. Er riet ihr von dem Vorhaben, in seinem Theater als Schauspielerin Karriere zu machen ab, und stattete seine Dame mit den Veilchen verschwenderisch aus, in dem Wissen, dass sie ihn mit anderen Liebhabern betrog. Dazu gehörte der Kritiker Charles-Augustin Sainte-Beuve, welcher ihr Literaturnachhilfe gab, und der Verleger Émile de Girardin.
Nunmehr in der besseren Gesellschaft angekommen, erlangte Detourbay die Gunst von Prinz Napoleon, der ihr eine gut situierte Wohnung verschaffte. Sie wetteiferte bald erfolgreich mit dem Salon von Mathilde Bonaparte; in ihrem eigenen Salon verkehrten neben Girardin und Sainte-Beuve auch Prévost-Paradol, Ernest Renan, Hippolyte Taine und Théophile Gautier – bewusst keine Frauen. Ihre Freundin, die Schauspielerin Josephine Clemence Ennery (auch Gisette genannt) vermittelte Bekanntschaften mit Gustave Flaubert und Halil Şerif Pascha, die sich ebenfalls zu Liebschaften entwickelten.
Ernest Baroche (1829–1870), der Sohn von Justizminister Baroche und seinerseits hoher Beamter unter Napoleon III., den sie seit 1862 kannte, hielt lange um ihre Hand an, bevor er im Deutsch-Französischen Krieg fiel. Er hinterließ der Angebetenen ein großes Vermögen und eine Zuckerfabrik. Detourbay heiratete 1872 den Direktor jener Fabrik, den Grafen Victor Edgar de Loynes; das Brautpaar erhielt sogar den Segen des päpstlichen Nuntius in Paris. Die Familie von de Loynes war entschieden gegen die Ehe gewesen; Jeanne de Tourbet führte dennoch fortan den Titel einer Gräfin von Loynes, auch nachdem der Ehemann kurze Zeit später nach Amerika auf die Jagd nach einer sizilianischen Prinzessin aufbrach. Durch den Bankier Baron Joly, angeblich ebenfalls ein Liebhaber, konnte Detourbay gerade noch rechtzeitig ihr Vermögen sichern.
In den 1870ern trat sie als Madame de Loynes auf eine neue Weise auf und gab sich steif und zugeknöpft. Sie führte ihren literarischen Salon fort, in den Maurice Donnay und Boni de Castellane hinzustießen. Besonders eng wurde ihre Beziehung mit Jules Lemaître ab Mitte der 1880er. Sie war entschiedene Gegnerin des neuen Regimes der Dritten Französischen Republik, was einige frühere Freunde verprellte. Sie polemisierte auch gegen politische Protagonistinnen wie Juliette Adam, Marguerite de Bonnemains (1855–1891) oder auch die konkurrierende Salonnière Mélanie de Pourtalès. Die Anti-Dreyfusarden de Loynes und Lemaître regten die Gründung einer Vaterlandsliga an; mit der Unterstützung von Maurice Barrès und Charles Maurras wurde die Ligue de la patrie française 1899 mit François Coppée als Ehrenpräsidenten gegründet. Nach dem ungeklärten Tod des Liga-Schatzmeisters Gabriel Syveton 1904 wandte sich de Loynes wieder vornehmlich der Literaturförderung zu: sie galt in ihren letzten Jahren als die Grande Dame der Académie française.